# محبوب يحيى
محبوب يحيى محبوب الدوسري (مواليد 4 أكتوبر 1995) لاعب كرة قدم بحريني يلعب حاليا لصالح نادي الدرجة الثانية عالي البحريني في مركز حارس المرمى من 2022.

## السيرة الذاتية
بدأ محبوب مسيرته الرياضية في الرفاع. أعير إلى نادي الدرجة الثانية البديع في النصف الأول من موسم 2015-16  ثم أعير إلى نادي الدرجة الأولى الحالة في النصف الثاني من موسم 2015-16.

## منتخب البحرين
شارك محبوب مع منتخب البحرين الأولمبي.

## روابط خارجية
- محبوب يحيى على موقع Soccerway.com (الإنجليزية)